# 향토방위의용군
향토방위의용군(일본어: 郷土防衛義勇軍,인도네시아어: (Tentara Sukarela) Pembela Tanah Air, PETA)은 네덜란드령 동인도와 마라이에서 일본 제국이 1943년 10월 3일 설립한 의용군이다. 일본 제국은 연합군의 예상되는 침공에 자신들을 돕게 하기 위해 향토방위의용군을 설립했다. 제2차 세계 대전이 끝날 무렵 자바섬과 수마트라섬에 37개의 PETA 대대가 있었다. 1945년 8월 17일 인도네시아 독립 선언 당시 일본 제국은 PETA의 항복과 무기 인도를 지시했고, 대부분의 PETA 대원들은 일본 제국의 명령을 따랐다. 제1대 인도네시아 대통령이었던 수카르노는 PETA를 정규군으로 편성하기보다는 해체하는 것을 지지했는데 이는 일본군이 설립한 민병대를 지속되는 것을 수카르노가 허락했다는 논란이 불거질 것에 대한 수카르노의 두려움 있었기 때문이었다. 그러나 수하르토와 수디르만 등 옛 PETA 대원과 장교들은 인도네시아 독립 전쟁이 발발했을 때 인도네시아군에 참여해 네덜란드군과 싸웠다.
말레이시아에서 조직된 향토방위의용군은 말레이 의용군이라는 이름으로 1944년 10월 조직되었고, 1945년 8월 일본이 항복했을 때 조호르로 이동했다.

## 주요 멤버
- 다랴트모
- 댜티코에소에모
- 소에타르디오 카르토하디쿠수모
- 아미르 마흐무드
- 모에스토포
- 이맘 무난다르
- 마라덴 팡가빈
- 바수키 라흐맛
- 카스만 싱오디멘디오
- 가톳 소에브로토
- 소에트란
- 수디르만
- 수하르토
- 수미트로
- 샴운
- 티오크로프라놀로
- 와호노
- 사르워 에드히에 위보워
- 우마르 위라하디쿠수마흐
- 아흐마드 야니

## 같이 보기
- 일제 부역자
- 일본의 네덜란드령 동인도 점령
- 병보